# Magnolia officinalis
Magnolia officinalis és una espècie de magnòlia nativa de les muntanyes de la Xina a altituds 300-1500 m. A Espanya, és una planta de venda regulada.

## Identificació
És un arbre caducifoli de fins a 20 m d'alt. Les fulles són ovades de 20-40 cm de llarg i d'11-20 cm d'ample. Les flors són oloroses de 10-15 cm d'amplada amb de 9 a 12 (rarament 17) pètals blancs. Floreix de maig a juny.
Hi ha dues varietats biològiques:
- Magnolia officinalis var. officinalis, amb fulles amb àpex agut.
- Magnolia officinalis var. biloba, amb fulles amb una osca a l'àpex. Aquesta varietat no apareix en estat silvestre, sinó només cultivada.

M. officinalis difereix molt poc de Magnolia obovata; només en la forma del fruit. M. officinalis podria ser una subespècie de M. obovata (Hunt 1998).

## Usos
La seva escorça es fa servir en la medicina tradicional xinesa on es coneix com a houpu. L'escorça és molt aromàtica i conté magnolol i honokiol, dos compostos polifenòlics amb demostrades propietats anti ansietat i anti angiogèniques. També s'ha demostrat que redueix les reccions al·lèrgiques i asmàtiques.